# Paracristocentrus vadoni
Paracristocentrus vadoni är en skalbaggsart som beskrevs av Stefan von Breuning 1980. Paracristocentrus vadoni ingår i släktet Paracristocentrus och familjen långhorningar.
Artens utbredningsområde är Madagaskar. Inga underarter finns listade i Catalogue of Life.